# Maison des Cageux
 (décembre 2024).
La mise en forme du texte ne suit pas les recommandations de Wikipédia : il faut le « wikifier ».
Les points d'amélioration suivants sont les cas les plus fréquents :
- Les titres sont pré-formatés par le logiciel. Ils ne sont ni en capitales, ni en gras.
- Le texte ne doit pas être écrit en capitales (les noms de famille non plus), ni en gras, ni en italique, ni en « petit »…
- Le gras n'est utilisé que pour surligner le titre de l'article dans l'introduction, une seule fois.
- L'italique est rarement utilisé : mots en langue étrangère, titres d'œuvres, noms de bateaux, etc.
- Les citations ne sont pas en italique mais en corps de texte normal. Elles sont entourées par des guillemets français : « et ».
- Les listes à puces sont à éviter, des paragraphes rédigés étant largement préférés. Les tableaux sont à réserver à la présentation de données structurées (résultats, etc.).
- Les appels de note de bas de page (petits chiffres en exposant, introduits par l'outil «  Source ») sont à placer entre la fin de phrase et le point final[comme ça].
- Les liens internes (vers d'autres articles de Wikipédia) sont à choisir avec parcimonie. Créez des liens vers des articles approfondissant le sujet. Les termes génériques sans rapport avec le sujet sont à éviter, ainsi que les répétitions de liens vers un même terme.
- Les liens externes sont à placer uniquement dans une section « Liens externes », à la fin de l'article. Ces liens sont à choisir avec parcimonie suivant les règles définies. Si un lien sert de source à l'article, son insertion dans le texte est à faire par les notes de bas de page.
- La présentation des références doit suivre les conventions bibliographiques. Il est recommandé d'utiliser les modèles {{Ouvrage}}, {{Chapitre}}, {{Article}}, {{Lien web}} et/ou {{Bibliographie}}. Le mode d'édition visuel peut mettre en forme automatiquement les références.
- Insérer une infobox (cadre d'informations à droite) n'est pas obligatoire pour parachever la mise en page.

Pour une aide détaillée, merci de consulter Aide:Wikification.
Si vous pensez que ces points ont été résolus, vous pouvez retirer ce bandeau et améliorer la mise en forme d'un autre article.
La Maison des Cageux est un espace muséal québécois situé à Lanoraie.

## Mission
La Maison des Cageux est un hub muséal québécois spécialisé  sur l’ère maritime des cageux (ou cageurs) du XIXe siècle . Durant ce dernier siècle, le spectacle des trains de bois venant des forêts des Outaouais et descendant le fleuve Saint-Laurent a marqué l’imaginaire populaire même outre-frontière . La Maison des Cageux est le seul musée consacré aux cageux  depuis ses tout débuts .

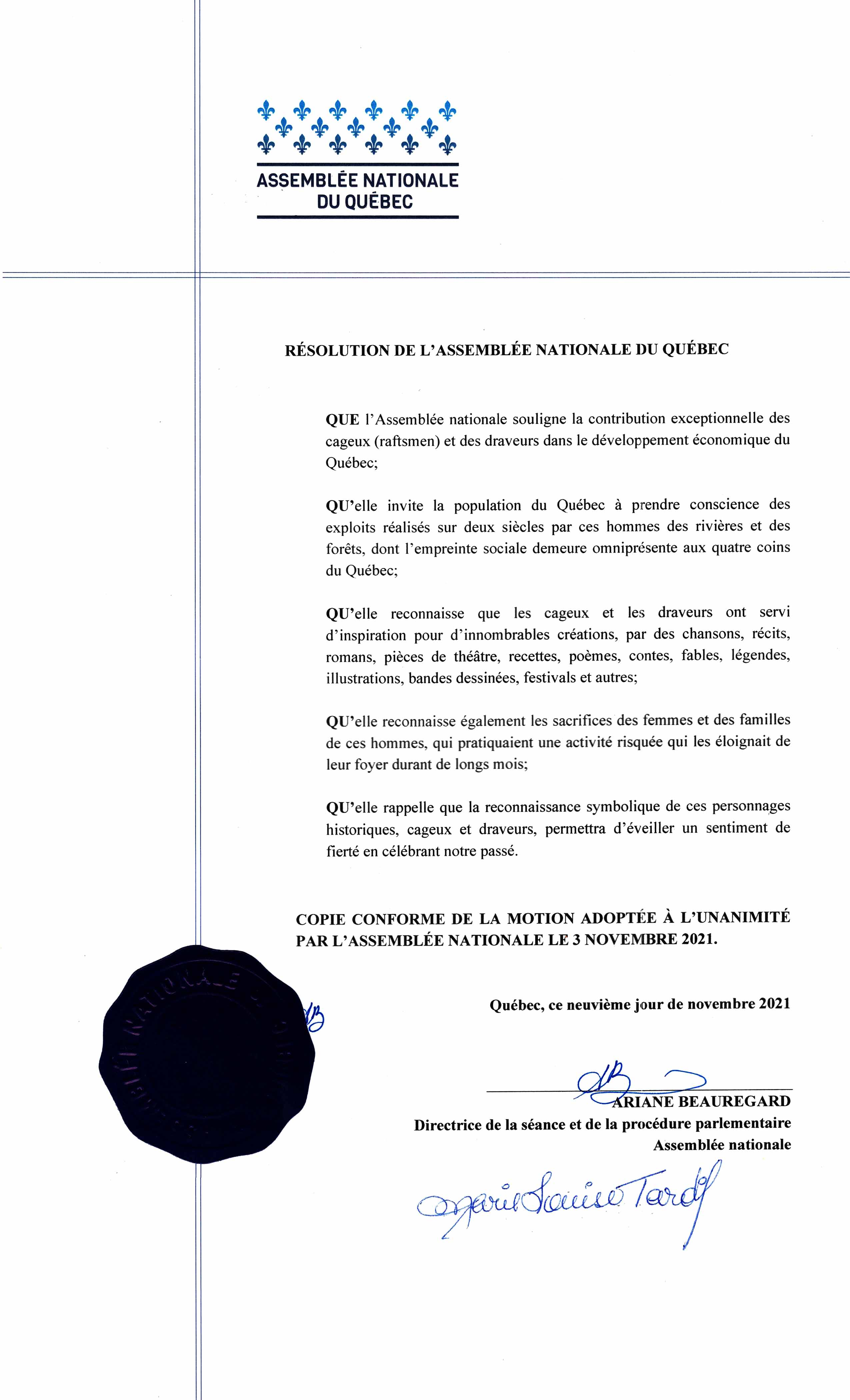
Résolution adoptée le 3 novembre 2021 à l'Assemblée nationale du Québec rendant hommage aux cageux.

L'Assemblée nationale du Québec a adopté à l'unanimité une résolution historique  célébrant l'héritage des cageux. 
QUE l'Assemblée nationale souligne la contribution exceptionnelle des cageux (raftsmen) et des draveurs dans le développement économique du Québec; 
QU'elle invite la population du Québec à prendre conscience des exploits réalisés sur deux siècles par ces hommes des rivières et des forêts, dont l'empreinte sociale demeure omniprésente aux quatre coins du Québec; 
QU'elle reconnaisse que les cageux et les draveurs ont servi d'inspiration pour d'innombrables créations, par des chansons, récits, romans, pièces de théâtre, recettes, poèmes, contes, fables, légendes, illustrations, bandes dessinées, festivals et autres; 
QU'elle reconnaisse également les sacrifices des femmes et des familles de ces hommes, qui pratiquaient une activité risquée qui les éloignait de leur foyer durant de longs mois; 

QU'elle rappelle que la reconnaissance symbolique de ces personnges historiques, cageux et draveurs, permettra d'éveiller un sentiment de fierté en célébrant notre passé. 

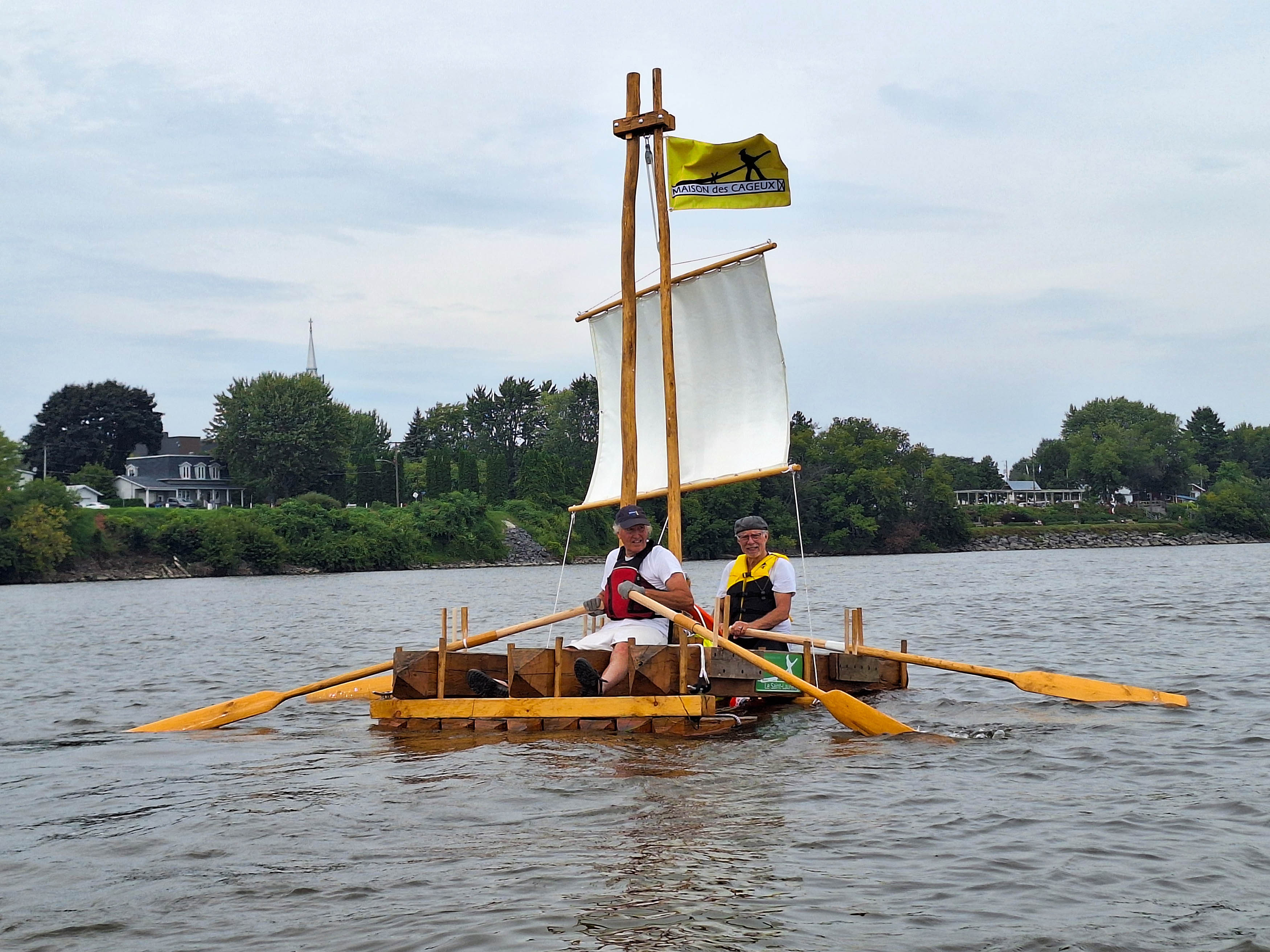
Le radeau « Le Saint-Laurent » de la Maison des Cageux.

## Le radeau « Le Saint-Laurent »
La Maison des Cageux facilite la transmission de savoir-faire maritime  avec son radeau dénommé « Le Saint-Laurent » . Amarré dans le patrimoine immatériel (ou patrimoine vivant) touchant la navigation ou la construction de radeaux en bois équarris , cet héritage provient de l’ère des cageux («raftsmen» en anglais) du 19e siècle.

## Affiliation
La Maison des Cageux, aussi appelé Maison des Cageux du fleuve Saint-Laurent, est affilié principalement à des organismes nationaux :
- Fédération Histoire Québec (FHQ)
- Conseil Québécois du Patrimoine vivant (CQPV)
- Société des musées québécois (SMQ)
- Tourisme Lanaudière
- International Association of Timber Rafting (IATR)

## Articles publiés (sélection)
1. « Joseph Voyageur », Revue Histoires Forestières (SHFQ), printemps-été 2024, vol. 16, no 1, pp.36-39.
2. « L’intrépide cageux de la côte Sainte-Catherine », Revue Au jour le jour (SHLM), octobre 2023, vol. 25, no 8, pp.2-6. Disponible en ligne
3. « Les cageux sur la vague jusqu'à Québec », Revue Histoires Forestières (SHFQ), printemps-été 2022, vol. 14, no 1, pp.47-52.
4. « Les gigantesques radeaux de bois », journal Le Droit, samedi 30 décembre 2023. Disponible en ligne
5. « L’ère des cageux du Saint-Laurent », journal Le Soleil, samedi 25 mars 2023. Disponible en ligne
6. « Les cageux en vogue au Québec », Revue Traces (SPHQ), été 2022, vol. 60, no. 3, pp.6-10. Cet article a été republié en 2022 par la Société d’Histoire Canada sur Histoire Canada disponible en ligne
7. « Jules Verne chez les cageux », journal Le Droit, samedi 28 août 2021, page 9. Disponible en ligne. Cet article a été republié dans le livre « 20 lieues...par les chemins d’eau » édité par l’Association steampunk province de Québec (ISBN ePub 978-2-9822928-1-9, 2024, 156 pages, pp. 148-252).
8. « Femmes de tête. Femmes de rivières », journal Le Droit, samedi 8 mai 2021, page 19. Disponible en ligne
9. « Ces marins aux îles flottantes », journal Le Droit, samedi 17 avril 2021, page 25. Disponible en ligne
10. « Véritables Ulysses canadiens », journal Le Droit, samedi 13 mars 2021, page 13. Disponible en ligne
11. « La mémoire de tout un peuple », journal Le Droit, samedi 22 mai 2021, page 13. Disponible en ligne
12. « Les cageux : plus grands que nature », Revue Reflets (ARQ), vol. 36, no 4, juillet 2020, pp.30-31. Cet article a été republié dans la Revue Histoires Forestières (SHFQ), printemps 2021, vol. 13, no 1, pp. 14-15.

## Ouvrages associés
Ces œuvres littéraires sont protégées par le régime légal des droits d'auteurs en vertu des certificats 1160208, 1 188 439, 1 188 441, 1 163 037 et 1 161 361 émis par le ministère Innovation, Sciences et Développement économique Canada .
1. « Les funambules des rivières », Résonance Canada, ISBN (numérique) 978-2-925005-01-8, 2022, 56 pages. Disponible en ligne
2. « Charte muséale engagée en patrimoine et en biodiversité », Résonance Canada, ISBN (numérique) 978-2-925005-14-8, 2021, 54 pages. Disponible en ligne
3. « Étude d’impacts touristiques et économiques : le pavillon Montferrand du Musée fluvial national Philemon-Wright. Chantier planifié post-covid dans les édifices historiques classés du complexe industriel E. B. Eddy aux chutes des Chaudières », Résonance Canada, ISBN (numérique) 978-2-925005-18-6, 2021, 64 pages. Disponible en ligne
4. « En route vers la motion historique de l’Assemblée nationale du Québec. 200 ans d’exploits : cageux et draveurs », Résonance Canada, ISBN (numérique) 978-2-925005-19-3, 2021, 380 pages.  Disponible en ligne
5. « En route vers le classement du site patrimonial national des chutes des Chaudières et de l’ensemble industriel E. B. Eddy », Résonance Canada, ISBN (numérique) 978-2-925005-12-4, 2020, 120 pages. Disponible en ligne.
6. « Les rives touristiques du Nouveau Monde », Résonance Canada, ISBN (numérique) 978-2-925005-01-8, 2019, 42 pages. Disponible en ligne
7. « Plan muséologique : Histoire capitale du Canada - Cageux et Draveurs, 200 ans d’héritage », Résonance Canada,, ISBN (numérique) 978-2-925005-07-0, 2019, 220 pages. Disponible en ligne

## Marque de commerce associée
La marque de commerce  « Wood Rush » est associée à la Maison des Cageux du fleuve Saint-Laurent. Cette marque de commerce est enregistrée sous le numéro  2004806 émis par le ministère Innovation, Sciences et Développement économique Canada .